# Sternwarte Orion

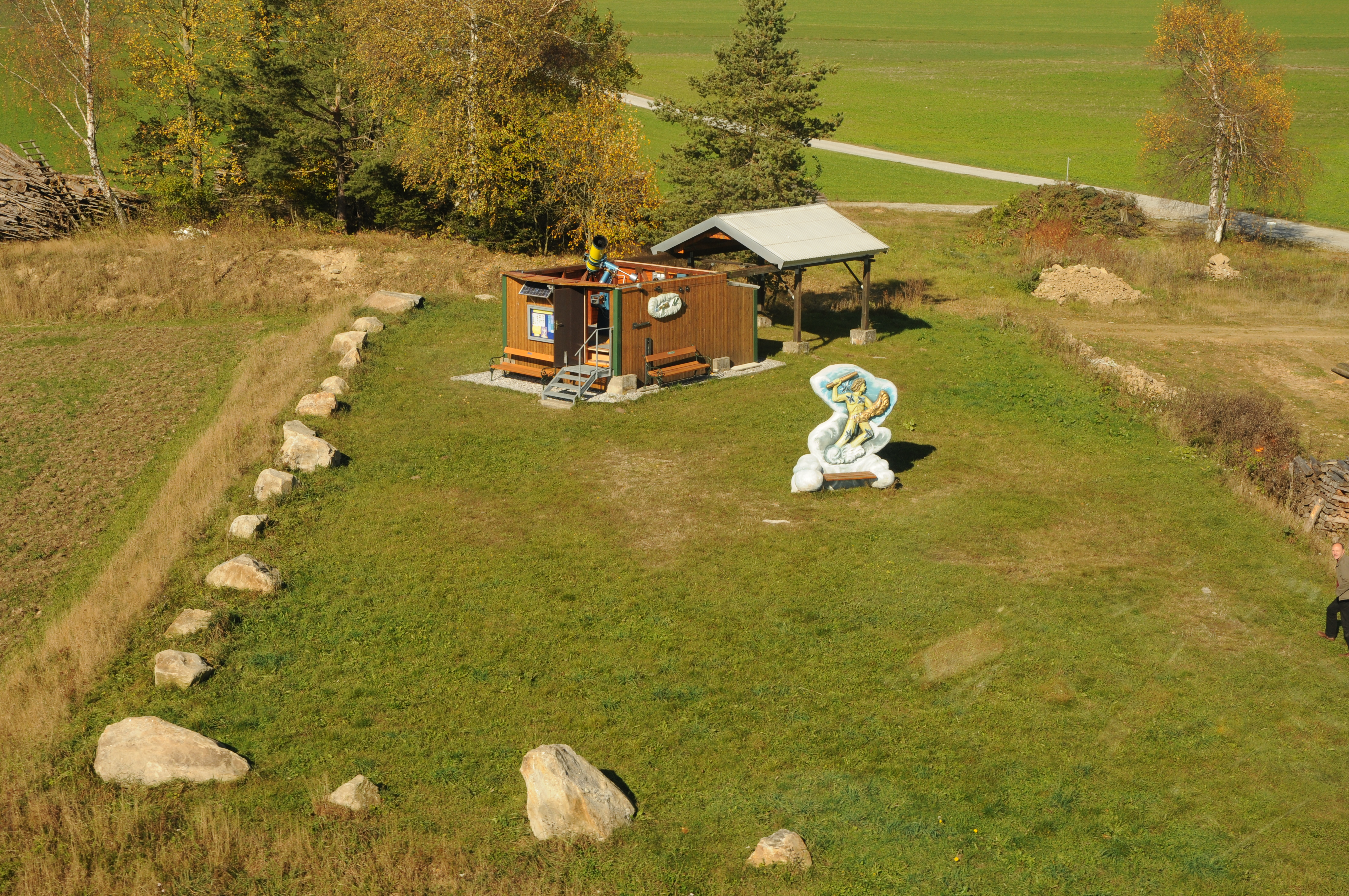
Sternwarte „Orion“ bei Martinsberg (2008), gesehen vom Kameraturm. Die Skulptur vor der Schutzhütte stellt das Sternbild Orion dar

Meteorstation Martinsberg, etwas südöstlich der Sternwarte

Die Sternwarte Orion ist eine kleine Vereins- und Volkssternwarte beim Waldviertler Ort Martinsberg im nordwestlichen Niederösterreich, etwa 20 km nördlich von Melk an der Donau. Die frühere Privatsternwarte wurde 2007 von einem örtlichen Astroverein renoviert und 2009 mit einer Meteorkamera für das europäische Feuerkugel-Messnetz ausgestattet.

## Geschichte
Die Sternwarte wurde in den Jahren 1966 bis 1969 vom Wiener Pensionisten Josef Trinko privat errichtet. Sie befindet sich im Ortsteil Oed der Marktgemeinde Martinsberg auf dem sogenannten Halterriedel. Sie hat die geografischen Koordinaten 48°22'55" Nord und 15°07'38" Ost und eine Meereshöhe von knapp 900 m ü. A.. Die damals älteste Privatsternwarte Niederösterreichs kam im Jahr 1999 in den Besitz der Gemeinde Martinsberg. In den Folgejahren wurde die inzwischen teilweise verfallene Sternwarte vom örtlichen Sternfreunde-Verein „Orion“ renoviert und 2007 neu eröffnet.
Etwas südlich errichtete 2008 der Österreichische Astronomische Verein einen 6 m hohen Turm für die erste automatische Meteorkamera Österreichs errichtet. Als Meteorstation Martinsberg wurde sie am 8. August 2009 in einem Festakt mit hohen Landespolitikern und dem Wissenschaftsministerium in Betrieb genommen. Sie ist Teil des mitteleuropäischen Feuerkugelnetzes.
Die nunmehrige Volkssternwarte ist für öffentliche Sternführungen zugänglich. Über den 9 km langen Sternwarteweg, der von Martinsberg zum Observatorium führt, ist sie auch zu Fuß erreichbar.

## Instrumente
Das Hauptinstrument für die Sternführungen ist ein Spiegelteleskop System Cassegrain mit 310 mm Öffnung und rund 4,30 m Äquivalent-Brennweite.
Wenige Meter neben der Orion-Sternwarte hat der international bekannte Amateurastronom Michael Jäger („Kometen-Jäger“) 2020 eine kleine Station mit einem Astrografen für Kometenbeobachtungen errichtet.